# جينيفر باريجا
جينيفر باريجا (مواليد 8 مايو 1984) هو لاعبة كرة ماء إسبانية، حصلت على الميدالية الفضية مع منتخب إسبانيا في أولمبياد 2012.

## وصلات خارجية
- جينيفر باريجا على موقع اللجنة الأولمبية الدولية (الإنجليزية)
- جينيفر باريجا على موقع أوليمبيديا (الإنجليزية)